# Katarina Erlandsdotter
Katarina Erlandsdotter Hallberg, född 1771, död 1848, var en svensk konstnär (bonadsmålare). 
Erlandsdotter var dotter till trädgårdsmästare Erland Hallberg och Anna Maria Kristoffersdotter och syster till Sven Erlandsson (1768–1853) och Lisa Erlandsdotter (1774–1854), även de konstnärer. Hon levde och dog i Mårdaklev i dåvarande Älvsborgs län.    